# Helena Štáchová
Helena Štáchová (ur. 18 listopada 1944 w Pradze, zm. 22 marca 2017 tamże) – czeska lalkarka, scenarzystka, reżyserka i aktorka głosowa.
Od 1996 roku była dyrektorem Teatru Spejbla i Hurvínka (Divadlo Spejbla a Hurvínka). Użyczyła głosu Lisie Simpson z serialu Simpsonowie.
W 2013 roku otrzymała nagrodę Talii (Cena Thálie).

## Kariera
Urodziła się 18 listopada 1944 roku. Ojciec był inżynierem, grał na altówce, matka była profesorką, rysowała i pisała scenariusze literackie. Brat został weterynarzem. Po maturze została przyjęta na wydział pedagogiczny na kierunek literatura i wychowanie plastyczne, ale nie podjęła studiów. Jako nowicjuszka szybko trafiła do Teatru Spejbla i Hurvínka (S+H), po roku rozpoczęła studia na Wydziale Teatralnym Akademii Sztuk Scenicznych, a po ich ukończeniu w 1966 roku w wieku 22 lat została stałym członkiem teatru.
W 1967 roku przejęła po Boženie Welekovej lalkę Mánički i stała się jej wyłączną interpretatorką, będąc trzecią w tej roli. Jako pierwsza dołączyła do tradycji, zapoczątkowanej przez Miloša Kirschnera w teatrze Spejbla i Hurvínka, ucząc się swojej roli w języku kraju, w którym teatr występował za granicą. W 1971 roku specjalnie dla niej stworzono rolę „bábinky” Mánički, pani Kateřiny Hovorkovej, która stała się czwartą główną postacią teatru Spejbla.
Dla teatru później zaczęła pisać i reżyserować sztuki, razem z Kirschnerem stworzyła również wiele płyt gramofonowych, programów radiowych, książek itp. Jako pierwsza nagrała w 1969 roku dla Supraphonu scenkę Hurvínkovi k narozeninám. Po śmierci Kirschnera kontynuowała nagrywanie z kolegą Martinem Kláskiem. Nagrania Teatru S+H zdobyły w ciągu lat 33 złote, 25 platynowych i jedną diamentową płytę.
Od 1 stycznia 1995 roku Teatr S+H przeniósł się z ulicy Římskiej na Vinohradach do nowego budynku w Dejvicach. Po śmierci dyrektora i swojego męża Miloša Kirschnera w 1996 roku sama została dyrektorem teatru. W sierpniu 2008 roku wygrała dla teatru ośmioletni proces sądowy z miastem Pilzno o prawa do postaci Spejbla i Hurvínka.
Štáchová działała również poza teatrem, w telewizji, dubbingu i radiu. Użyczyła swojego głosu np. Lisie Simpson z animowanej rodziny Simpsonów (w tej roli po jej śmierci zastąpiła ją Ivana Korolová), dubbingowała również Miszę Kuleczkę. Przez pewien czas uczyła na DAMU. Pisała scenariusze telewizyjne i radiowe, sztuki dla dzieci i dorosłych, sama je również reżyserowała i pełniła funkcję dramaturga w Teatrze S+H. Łącznie napisała 9 książek i 54 scenariusze, 7 sztuk dla dorosłych i 9 dla dzieci.
W 2013 roku odebrała dla Teatru S+H nagrodę Thálie, w tym samym roku otrzymała Złoty Wawrzynowy Order Izby Gospodarczej. W kwietniu 2016 roku z okazji 90. urodzin Hurvínka odebrała z rąk Jiříego Hromady certyfikat honorowego członkostwa w Herecká asociace (Stowarzyszeniu Aktorów).
Zmarła w wieku 72 lat w nocy z wtorku na środę 21–22 marca 2017 roku. Przed śmiercią zdążyła ukończyć film animowany Hurvínek a kouzelné muzeum. W 2018 roku Praga 6 przyznała jej Honorowe Obywatelstwo in memoriam. Jest pochowana na Cmentarzu Olszańskim wraz ze swoim mężem Milošem Kirschnerem.

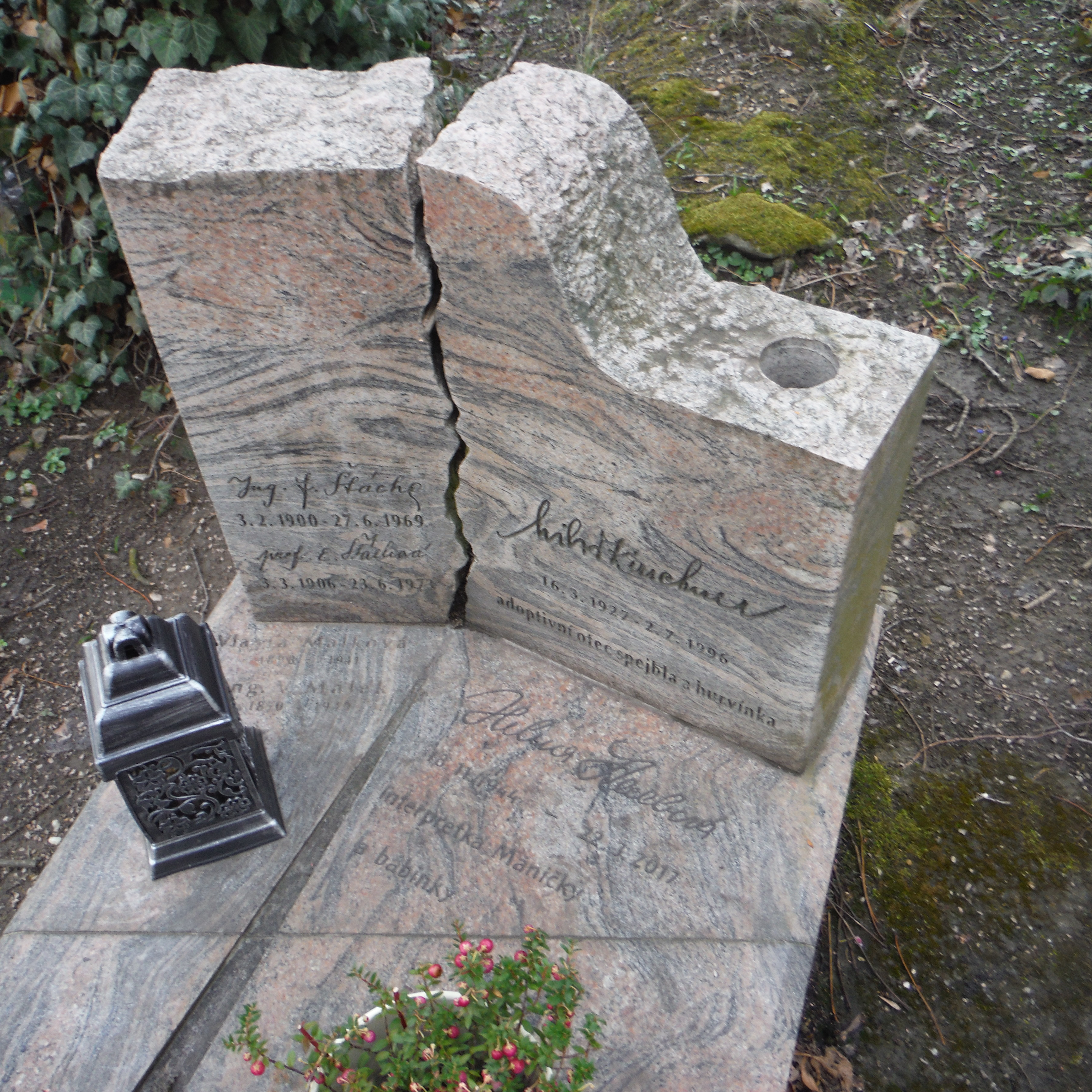
Grób Heleny Štáchovej na Cmentarzu Olszańskim

## Życie prywatne

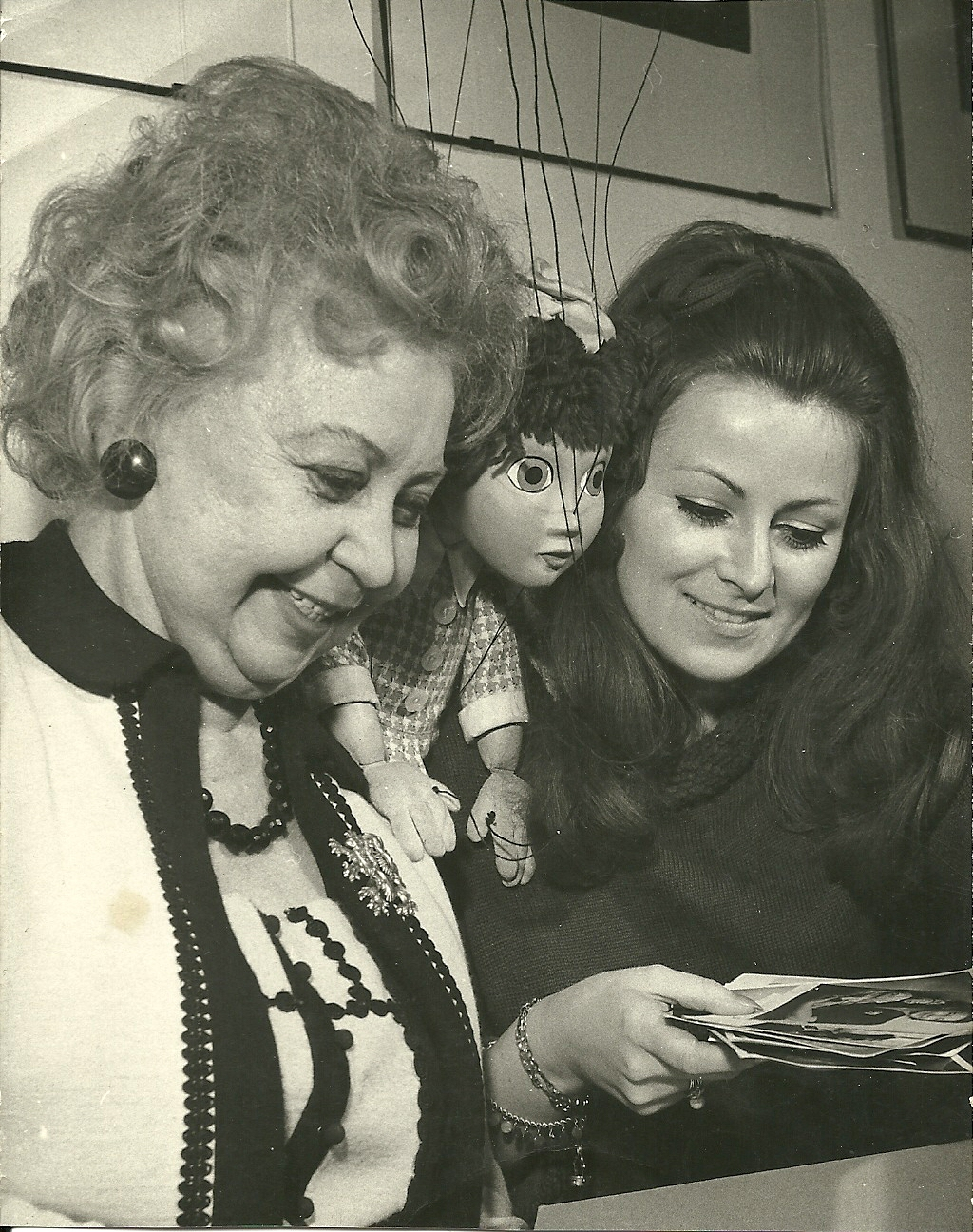
Helena Štáchová (z prawej) z Boženą Welekovą i Máničką

Mężem Heleny Štáchovej w 1972 roku został jej starszy o 16 lat kolega i dyrektor Teatru Spejbla i Hurvínka, Miloš Kirschner (1927–1996). Mieli troje dzieci, pierwsza córka Helena zmarła jednak dzień po narodzinach. Następnie urodziła się córka Denisa i dwa lata później syn Miloš.
W 1984 roku Helena Štáchová miała bardzo poważny wypadek samochodowy, w wyniku którego straciła część twarzy i przeszła wiele ratujących życie operacji. W 2004 roku po raz pierwszy zdiagnozowano u niej chłoniaka, a swoje doświadczenia z leczeniem opisała w książce Život na nitích (Życie na nitkach) wydanej w 2005 roku.